# Clathria linda
Clathria linda är en svampdjursart som först beskrevs av de Laubenfels 1954.  Clathria linda ingår i släktet Clathria och familjen Microcionidae. Inga underarter finns listade i Catalogue of Life.